# Haska
Haska (dodatkowa nazwa w j. kaszub. Hôska) – osada wsi Przewóz w Polsce, położona w województwie pomorskim, w powiecie kartuskim, w gminie Chmielno, na obszarze Pojezierza Kaszubskiego, na terenie Kaszubskiego Parku Krajobrazowego, na zachodnim brzegu jeziora Ostrzyckiego, przy szlaku wodnym Kółko Raduńskie. Wchodzi w skład sołectwa Przewóz.
W latach 1975–1998 Haska administracyjnie należała do województwa gdańskiego.